# Battaglia della Fonte dei Seppi
La battaglia della Fonte dei Seppi fu un episodio della Resistenza fiorentina, avvenuta nei pressi di questa sorgente sul Monte Morello, nel comune di Sesto Fiorentino, il 14 luglio 1944.

## Storia
In quel luglio 1944, la Resistenza toscana era particolarmente attiva per agevolare le operazioni delle truppe alleate, che stavano per sferrare l'attacco alla linea tedesca sull'Arno e procedere alla liberazione di Firenze. Sul Monte Morello erano presenti solo piccole unità, composte da partigiani che avevano perso il contatto con le formazioni più grandi o superstiti di quelle attaccate dai nazifascisti; non a caso il gruppo più consistente era quello dei reduci della brigata "Lanciotto Ballerini", protagonista della battaglia di Valibona ad inizio anno. Questi gruppetti, al fine di dare più efficacia alla lotta, si unirono allora in una nuova brigata, intitolata a Bruno Fanciullacci.

### Eventi
La mattina del 14 luglio, un distaccamento di quattordici uomini di questa formazione tentò di difendere alcuni contadini della zona (l'appoggio delle popolazioni della zona alla Resistenza era sempre stato totale) da una razzia di soldati tedeschi ma, forse per un'errata valutazione, si trovarono ad un certo punto presi da fuoco incrociato. Furono uccisi tredici resistenti ed uno solo, Silio Fiorelli (Saltamacchie), riuscì a scappare. Silio, fratello di Egizio Fiorelli, approfittando della nube di polvere alzata dalle bombe a mano, strisciò per terra senza mai alzarsi, attraversando macchie arbusti e pruni. Arrivato nella zona del polverificio Faini incontrò l'ortolano Gino Filidei che lo soccorse. Saltamacchie proseguì verso casa costeggiando il fiume Rimaggio lasciando allibiti alcuni giovani tra cui Mario Paoletti che racconta:" Lo vidi passare di corsa, tutto pieno di graffi che urlava- "L'hanno ammazzati tutti!"- e poi lo vidi sparire giù per la coltivazione". Arrivato a casa non disse niente ai genitori della morte del fratello Egizio e degli altri. Fu poi don Ezio Giovannini, avuta la conferma dallo stesso Silio Fiorelli, a portare la notizia dell'accaduto ai sestesi e a dare sepoltura temporanea ai caduti nei piccoli appezzamenti coltivati attigui alla zona del combattimento.
Poche ore dopo, nonostante l'elevato rischio, il comandante della Brigata partigiana Bruno Fanciullacci Loder Pirro "Gambalesta" tornava da solo sul teatro dello scontro, al fine di nascondervi sottoterra alcuni contenitori con i nomi dei morti, al fine di mantenerne la memoria.
L'anno successivo una lapide fu posta nel luogo della battaglia; seriamente danneggiata (con tutta probabilità da nostalgici) negli anni settanta del XX secolo, è stata presto sostituita da una più grande e bella.

## I caduti
- Biancalani Raffaello - "Macchi"
- Braccesi Nello - "Biondo"
- Bugamelli Pietro - "Gnagnero"
- Ferrantini Pietro - "Stoppa"
- Fiorelli Egizio - "Baffo"
- Frigidi Corrado - "Corrado"
- Landi Alfredo - "Medoro"
- Lumini Roberto - "Tom"
- Mazzoni Silvano - "Scorza"
- Monselvi Osvaldo - "Baddo"
- Poli Aristodemo - "Prato"
- Sarti Emilio - "Stracchino"
- Stefani Lando - "Agnellone"